# Ambacourt
Ambacourt település Franciaországban, Vosges megyében. Lakosainak száma 290 fő (2022. január 1.). Ambacourt Mazirot, Pont-sur-Madon, Poussay, Puzieux, Vomécourt-sur-Madon, Bouzanville, Diarville, Bettoncourt, Chauffecourt és Frenelle-la-Grande községekkel határos.

## Népesség
A település népességének változása:
| Lakosok száma | 302  | 312  | 313  | 297  | 290  | 290  | 282  | 279  | 290  |
|               | 2013 | 2015 | 2016 | 2017 | 2018 | 2019 | 2020 | 2021 | 2022 |